# John Ince
John Ince, también conocido como John E. Ince (29 de agosto de 1878 – 10 de abril de 1947), fue un actor teatral y director y actor cinematográfico de nacionalidad estadounidense.
Nacido en Nueva York,era el hermano mayor de los cineastas Thomas H. Ince y Ralph Ince. Primer actor cinematográfico en los primeros años 1910, también dirigió sus propias películas. Concentrado casi exclusivamente en la dirección desde 1915 a 1928, Ince volvió a ponerse ante las cámaras como actor de carácter en los primeros años del cine sonoro.
Falleció en 1947 en Hollywood, California, a causa de una neumonía.

## Selección de su filmografía
- Secret Strings (1918) (*director)
- Old Lady 31 (1920) (*director)
- Temptation's Workshop (1932)
- Passport to Paradise (1932)
- The Thrill Hunter (1933)
- Way Out West (1937)
- Code of the Outlaw (1942)